# Carlos Osuna de León
Gral. Carlos Osuna de León fue un militar mexicano que participó en la Revolución mexicana. Nació en la Villa de Mier, Tamaulipas, siendo sus padres Julio Osuna y Narcisa de León. 
Se afilió al maderismo desde sus inicios y más tarde al constitucionalismo. Perteneció a las fuerzas de General Pablo González Garza y luego a las de Francisco Murguía. Combatió contra las fuerzas de Pascual Orozco. En los combates contra este rebelde se distinguió, dándosele el apodo del Tigre Osuna.
En 1916 y 1917 fue gobernador provisional y comandante militar del estado de Durango. 
En 1920 se opuso abiertamente y luchó contra la rebelión de Agua Prieta que derrocó a Venustiano Carranza.
Tiempo después fue senador por Nuevo León y diputado en la XXXVI Legislatura.      